# São Paulo Guarulhos International Airport
São Paulo Guarulhos International Airport også kaldet Governor André Franco Montoro International Airport, er en lufthavn i udkanten af storbyen São Paulo i Brasilien. Lufthavnen ligger i Guarulhos som er en forstad til São Paulo ca. 25 km fra São Paulos centrum. Lufthavn er Brasiliens anden største forretningslufthavn. Den betjente 36.678.452 passagerer i 2013.
Linje 13-Jade fra São Paulos Metropolitane Jernbanetransportsystem forbinder til lufthavnen via stationen Aeroporto-Guarulhos. En enkelt billet giver adgang til alle linjer i metrosystemet. Denne linje startede sin drift den 31. marts 2018. Dette gør São Paulo/Guarulhos Internationale Lufthavn (GRU) til den første blandt de store sydamerikanske lufthavne (såsom Ministro Pistarini Lufthavn (Buenos Aires-Ezeiza), Arturo Merino Benítez Lufthavn (Santiago de Chile), Jorge Chávez Lufthavn (Lima), El Dorado Lufthavn i Bogotá og Rio de Janeiro-Galeão Internationale Lufthavn) med en direkte togforbindelse.